# 灣仔北帝廟

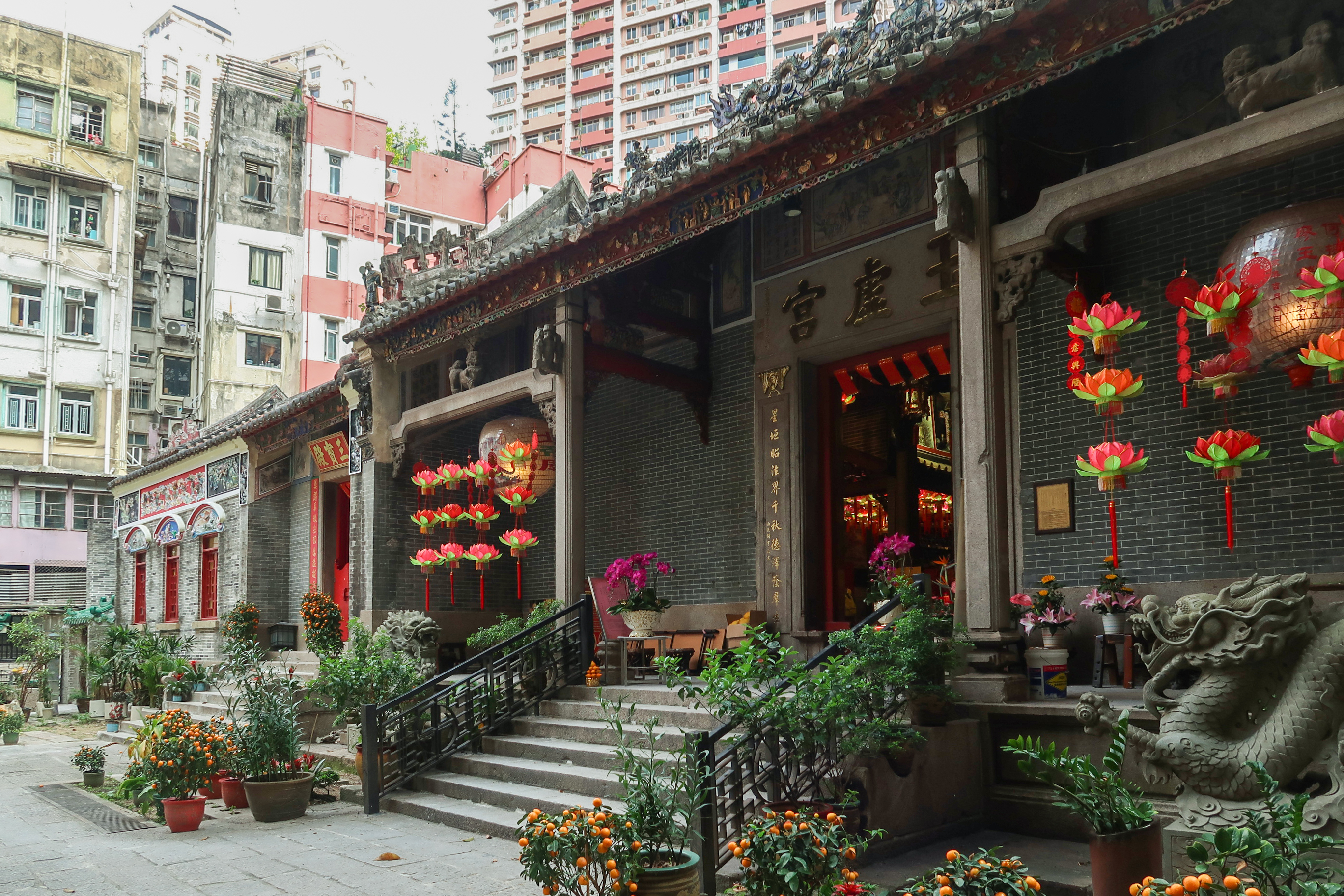
玉虛宮

灣仔北帝廟（英語：Wan Chai Pak Tai Temple），又稱灣仔北帝古廟或者灣仔玉虛宮,是位於香港港島灣仔隆安街的一所北帝廟，主殿內供奉身高三米的主神北帝，由華人廟宇委員會負責管理。第二次世界大戰以前是灣仔北帝廟的全盛時期，每年農曆三月初三的「北帝誕」，坊眾演劇誌慶，堪稱萬人空巷。

## 歷史
北帝廟原名玉虛宮，在清朝同治二年（1863年）建成，屬三進三間式建築物，基本設計屬四合院形式，廟的正脊飾有雙龍，由當時的灣仔坊眾集資建成。灣仔北帝廟有百多年歷史，因此曾經有大小重修多次，廟內有碑誌陳述中華民國十七年（1928年）曾經重修。 在2005年，香港政府的華人廟宇委員會也曾為灣仔北帝廟耗資千多萬港元進行大修。2010年5月17日北帝廟獲古物諮詢委員會確定為一級歷史建築；2019年10月25日，獲評定為法定古蹟。

## 結構
灣仔北帝廟內佈置近似上環荷李活道的文武廟，大門的對聯是光緒九年（1883年）歲次癸未仲冬（農曆11月）吉旦書寫：「廿八星宿週天北辰君其而不動；卅六度出地上帝位乎極以無為。」它擁有最少四間廟殿：
- 主殿供奉首後兩尊主神北帝（又名玄天上帝），門額「玉虛宮」三字出自張玉堂手筆，張氏為清朝大鵬協副將，鎮守九龍寨城，而兩側設有「三寶殿」、「龍母殿」及「財神殿」。

入口玄幻处北帝像

- - 入門玄關供奉一尊高約9呎（3公呎）；重千餘斤（600多公斤）的銅制造的北帝雕像，該雕像的左腿刻有「大明萬曆三十一年（1603年）歲次癸卯仲秋（中秋節）吉旦立」；左腿刻有「XXX廣東珠池市碧善宮」，表示此雕像應當原本在1603年的中秋節被供奉在廣東省的道觀「碧善宮」，後來因戰亂，香港商人曾富以港幣一萬元在1926年從廣州購入，被供奉至九龍城的曾富別墅（Tsang Foo Villa）裡的『五龍院』（Ng Lung Yuen）[1][2]。在日治時期被移平以擴建啟德機場，那玄天上帝雕像被移至香港島灣仔北帝廟供奉。
- 正殿從左至右設立多座祭壇，依次為：
  - 濟公
  - 供奉呂洞賓的雕像
  - 關帝殿供奉關羽的雕像，祭壇對聯：「精忠昭日月；義勇壯山河。」
  - 中央祭壇主祀的另一尊北帝雕像，祭壇對聯：「劍掣三星威伏人間妖孽；旗麾七曜恩覃天下生靈。」
  - 三仙姑殿（廣東省東部的惠東、潮州一帶的信仰）供奉何仙姑、張仙姑及馮仙姑的雕像，祭壇對聯：「萬感通靈救苦心；慧眼降福垂遐邇。」
  - 觀世音菩薩
  - 城隍殿供奉城隍的雕像，祭壇對聯：「陽世官刑雖倖免；陰司法網總難逃。」
  - 財神殿供奉趙公明及比干的雕像
  - 太歲殿
- 較右前方是「龍母殿」供奉戰國時代，百越族的女首領之雕像
- 較右後方是「財神殿」（2010年4月時，被蓋上「灣仔北帝廟辦事處」膠布招牌，充作貯物室）：
  - 正門對聯：「求得黃金須積善；莫持白鏹便忘典。」
  - 山門後對聯：「行善面前財神臨；積德仰首鯉成龍。」
- 較左方是「三清殿及三寶殿」

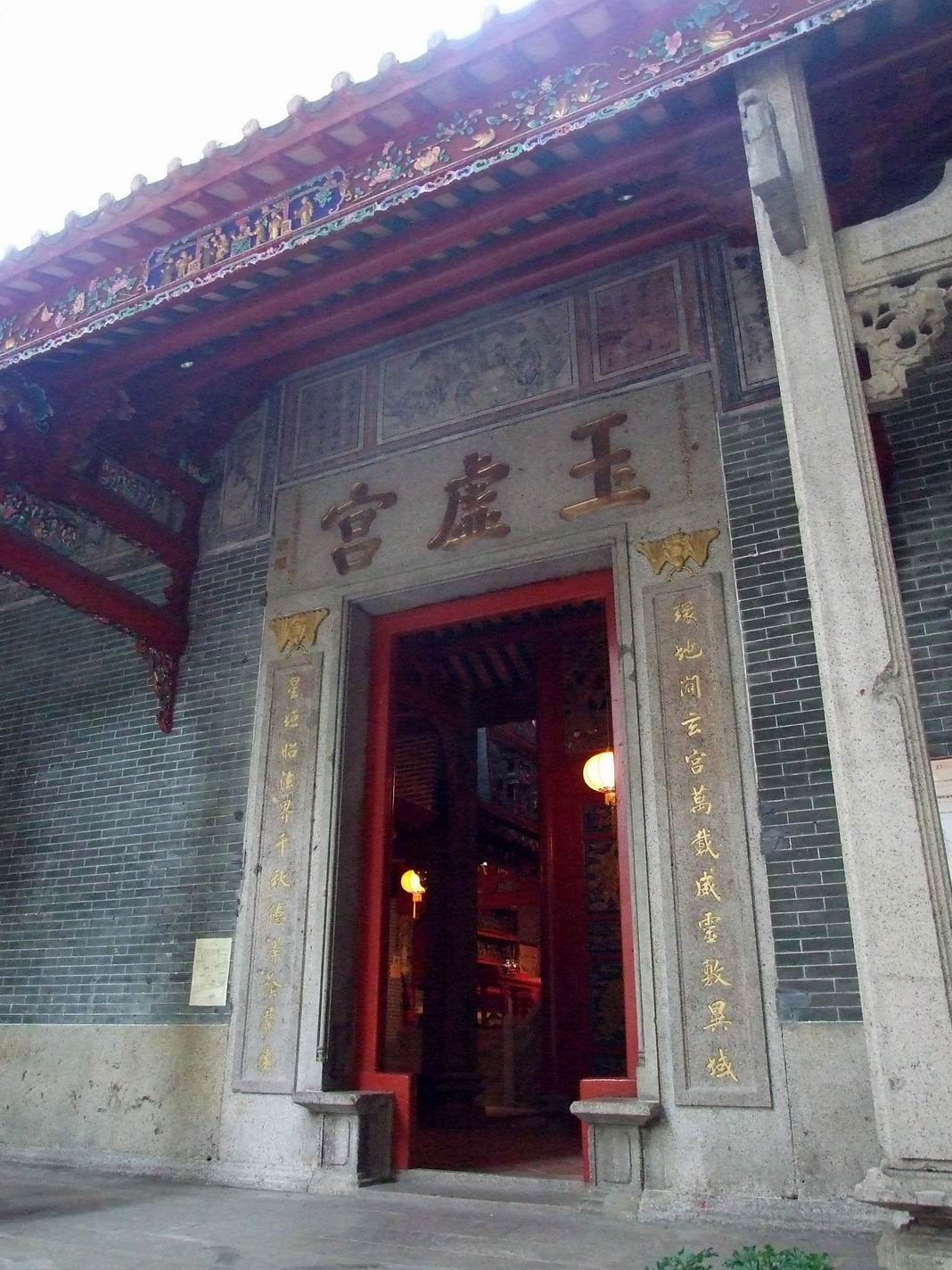
北帝廟的主殿
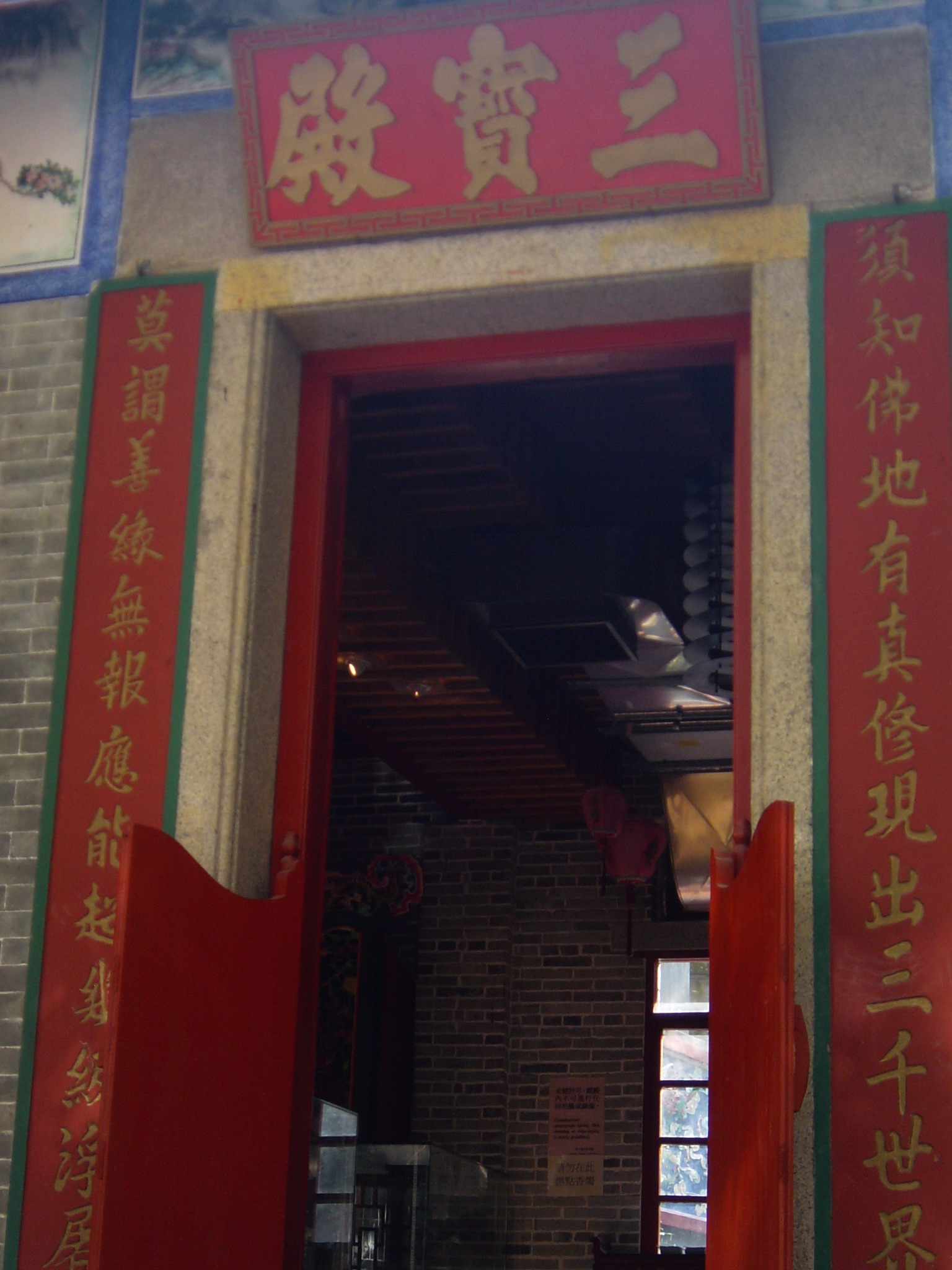
北帝廟左邊的三寶殿
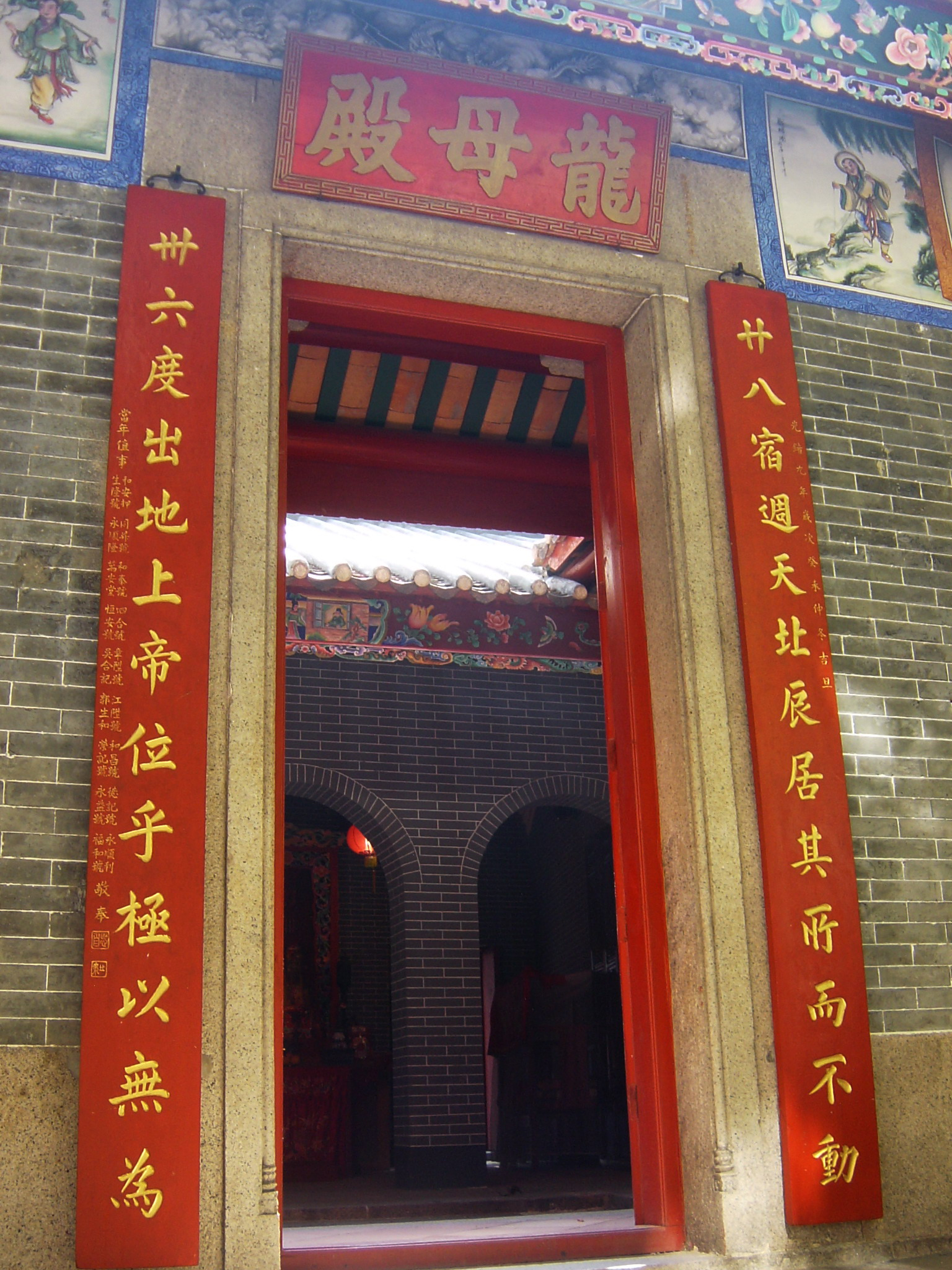
北帝廟右邊的龍母殿

## 外部連結
- 灣仔北帝廟 （页面存档备份，存于）
- 灣仔北帝廟(玉虛宮) （页面存档备份，存于）
- 香港地方: 一級歷史建築灣仔北帝廟 （页面存档备份，存于）
- 【小城古蹟】遊灣仔看中式建築 北帝廟︱kennechu.info （页面存档备份，存于）